# 28911 Mishacollins
28911 Mishacollins è un asteroide della fascia principale. Scoperto nel 2000, presenta un'orbita caratterizzata da un semiasse maggiore pari a 2,769017 UA e da un'eccentricità di 0,082896, inclinata di 8,370432° rispetto all'eclittica. Ha un diametro di 5,599 km. Ha un periodo di rotazione di 5,483 ore.